# Oljato-Monument Valley
Oljato-Monument Valley – jednostka osadnicza w Stanach Zjednoczonych, w stanie Utah, w hrabstwie San Juan.